# Луската кістка

череп дромеозавра

Луската кістка (squamosal) — кістка у верхніх «кутах» дерматокраніума.. У ділянці лускатої кістки утворюється суглоб між нижньою щелепою та нейрокраніумом. На лускатій кістці знаходиться направлений вперед виличний відросток, що разом із виличною кісткою і виличним відростком верхньощелепної кістки утворюють єдину у ссавців виличну дугу.
Часто зливається з кам'янистою кісткою в одну єдину — скроневу кістку. Також луската кістка належить до кісток, що обмежують мозкову порожнину.